# Paralarinia
Paralarinia is een geslacht van spinnen uit de  familie van de wielwebspinnen (Araneidae).

## Soorten
- Paralarinia agnata Grasshoff, 1970
- Paralarinia bartelsi (Lessert, 1933)
- Paralarinia denisi (Lessert, 1938)
- Paralarinia incerta (Tullgren, 1910)